# Amédée Fournier
Amédée Fournier (Armentières, 7 de febrer de 1912 - Lecci, 30 de març de 1992 va ser un ciclista francès que fou professional entre 1934 i 1950. Com a ciclista amateur va guanyar una medalla de plata en la cursa de persecució per equips dels Jocs Olímpics d'Estiu de 1932, mentre que com a professional destaquen dues victòries d'etapa al Tour de França de 1939, edició en la què va liderar la classificació general durant una etapa.

## Palmarès
- 1931
  - 1r a la París-Évreux
- 1932
  - Medalla de plata als Jocs Olímpics de Los Angeles en persecució per equips
- 1934
  - 1r al Circuit de l'Indre
- 1939
  - Vencedor de 2 etapes del Tour de França
- 1941
  - 1r del Gran Premi d'Europa

### Resultats al Tour de França
- 1936. Abandona (7a etapa)
- 1939. 47è de la classificació general i vencedor de 2 etapes. Porta el mallot groc durant una etapa